# Tenedos (geslacht)
Tenedos is een geslacht van spinnen uit de familie mierenjagers (Zodariidae).

## Soorten
Het geslacht kent de volgende soorten:
- Tenedos andes Jocqué & Baert, 2002
- Tenedos asteronoides Jocqué & Baert, 2002
- Tenedos banos Jocqué & Baert, 2002
- Tenedos barronus (Chamberlin, 1925)
- Tenedos brescoviti Jocqué & Baert, 2002
- Tenedos capote Jocqué & Baert, 2002
- Tenedos carlosprestesi Candiani, Bonaldo & Brescovit, 2008
- Tenedos certus (Jocqué & Ubick, 1991)
- Tenedos convexus Jocqué & Baert, 2002
- Tenedos cufodontii (Reimoser, 1939)
- Tenedos eduardoi (Mello-Leitão, 1925)
- Tenedos equatorialis Jocqué & Baert, 2002
- Tenedos estari Jocqué & Baert, 2002
- Tenedos fartilis Jocqué & Baert, 2002
- Tenedos figaro Jocqué & Baert, 2002
- Tenedos garoa Candiani, Bonaldo & Brescovit, 2008
- Tenedos grandis Jocqué & Baert, 2002
- Tenedos hirsutus (Mello-Leitão, 1941)
- Tenedos hoeferi Jocqué & Baert, 2002
- Tenedos honduras Jocqué & Baert, 2002
- Tenedos inca Jocqué & Baert, 2002
- Tenedos inflatus Jocqué & Baert, 2002
- Tenedos infrarmatus Jocqué & Baert, 2002
- Tenedos juninus Jocqué & Baert, 2002
- Tenedos lautus O. P.-Cambridge, 1897
- Tenedos ligulatus Jocqué & Baert, 2002
- Tenedos major (Keyserling, 1891)
- Tenedos microlaminatus Jocqué & Baert, 2002
- Tenedos minor (Keyserling, 1891)
- Tenedos nancyae Candiani, Bonaldo & Brescovit, 2008
- Tenedos parinca Jocqué & Baert, 2002
- Tenedos peckorum Jocqué & Baert, 2002
- Tenedos persulcatus Jocqué & Baert, 2002
- Tenedos procreator Jocqué & Baert, 2002
- Tenedos quadrangulatus Jocqué & Baert, 2002
- Tenedos quinquangulatus Jocqué & Baert, 2002
- Tenedos reygeli Jocqué & Baert, 2002
- Tenedos serrulatus Jocqué & Baert, 2002
- Tenedos sumaco Jocqué & Baert, 2002
- Tenedos trilobatus Jocqué & Baert, 2002
- Tenedos ufoides Jocqué & Baert, 2002
- Tenedos ultimus Jocqué & Baert, 2002
- Tenedos venezolanus Jocqué & Baert, 2002